# مايو ياماشيتا (مصارعة يابانية)
مايو ياماشيتا (باليابانية : 山下実優 ينطق باليابانية : ياماشيتا مايو، من مواليد الـ16 من مارس لعام 1995) هي مصارعة محترفة يابانية موقعة حاليًا على طوكيو جوشي برو ريسلينج (TJPW) وحيث انها بطلة أميرة أميرات طوكيو السابقة.
تم تدريب مايو ياماشيتا على يد كيوهي ميكامي من «اتحاد دي دي تي (DDT pro wrestling)»، وشاركت لأول مرة في شهر أغسطس 2013، كواحدة من أوائل الأعضاء في الأتحاد النسائي الشقيق لأتحاد ي دي تي (DDT pro wrestling) طوكيو جوشي برو ريسلينج (TJPW). تم إعطاء ياماشيتا دفعة لتصبح أفضل نجمة في اتحاد طوكيو جوشي برو ريسلينج، وأصبحت أول مصارعة تحقق لقب أميرة أميرات طوكيو على الإطلاق حيث حققت اللقب في الـ4 من يناير لعام 2016. وتعرف بأنها النجمة الأولي حاليًا في الأتحاد.

## مهنة مصارعة المحترفين

### طوكيو جوشي برو ريسلينج (منذ 2013 حتى الآن)
تدربت مايو ياماشيتا علي رياضة الـكيوكوشن وفنون القتال المختلطة منذ صغرها وكانت في الأصل تأمل أن تكون نجمة يابانية، وشاركت في العديد من الاختبارات لفرق الغناء، رغم أنه ناضلت للوصول إلى أي مكان لكنها فشلت في الوصول لهدفها لكنها تعرفت في النهاية على المصارع المحترف كيوهي ميكامي والذي طلب منها إذا كانت ستهتم بالتدريب للانضمام إلى الأتحاد الجديدة لدي دي تي طوكيو جوشي برو. قبلت مايو ياماشيتا عرضه وانتقلت إلى مدينة طوكيو عندما كانت في في سن الـ17 لبدء التدريب تحت يد كيوهي ميكامي بعد فترة وجيزة. في السنوات الأولى من عروض اتحاد طوكيو جوشي برو ريسلينج TJPW وكان اتحاد صغيرًا كان يقيم عروض مصارعة بشكل أساسي إلى جانب عروض الموسيقى الحية وعروض المحلية الحية الأخرى. على الرغم من اتحاد صغيرًا، إلا أن مايو ياماشيتا كانت لا تزال تُدفع لتصبح أفضل نجم مستقبلية في الاتحاد، وعندما بدء اتحاد طويكو جوشي برو ريسلينج TJPW أخيرًا في بعمل عروضه الكاملة الخاصة بها، احتلت ياماشيتا موقعها حيث أصبحت المصارعة التي تشارك في معظم مباريات الحدث الرئيسي.و أصبحت معروفة بسبب ركلاتها القوية وخلفيتها في رياضة الكاراتيه، وحصلت على لقب «المهاجمة الوردية».
في الـ4 من يناير لعام 2016 في أكبر عرض لأتحاد طوكيو جوشي برو ريسلينج TJPW حتى الآن، فازت مايو ياماشيتا على منافستها منذ فترة طويلة شوكو ناكاجيما لتصبح أول مصارعة تحقق لقب أميرة الأميرات. وحملت اللقب حتى شهر سبتمبر عندما هُزمت من قبل يوو. في أغسطس 2017، تلقت أول مباراة فردية لها ضد ميكو ساتومورا من سينداي جيرل برو ريسلينج SGPW ، لكنها هزمت.
في الـ4 من يناير لعام 2018، حصلت ياماشيتا فرصة أخرى لاستعادة بطولة أميرة طوكيو، وهزمت ريكا سايكي للفوز بالبطولة للمرة الثانية.
احتفظت مايو ياماشيتا باللقب طوال عام 2018، متغلبة على مصارعات مثل يونا ماناسي وفيدا سكوت وبريسكيلا كيلي ويوّ وماهو كوروني وريكا تانسومي. في الـ4 من يناير لعام 2019، هزمت ماكي إيتو للاحتفال بالحفاظ علي البطولة لمدة سنة واحدة لتصبح الأطول في تاريخ اللقب.
في عرض WWN Mercury Rising 2019 ، فازت ياماشيتا على أليسين كاي في مباراة لقب مقابل لقب حيث حققت بطولة شاين.

## البطولات والإنجازات
دي دي تي برو ريسلينج
- بطولة DDT ايرون مان ميتل وايت (3 مرات)

طوكيو جوشي برو ريسلينج
- بطولة طوكيو أميرة الأميرات (2 مرات)

اتحاد شاين ريسلينج
- بطولة شاين (مرة واحدة) [8]

## روابط خارجية
- مايو ياماشيتا على موقع WrestlingData.com (الإنجليزية)
- مايو ياماشيتا على موقع CageMatch worker (الإنجليزية)
- مايو ياماشيتا على موقع قاعدة بيانات المصارعة على الإنترنت (الإنجليزية)
- مايو ياماشيتا في قاعدة بيانات الأفلام على الإنترنت
- مايو ياماشيتا على تويتر.
- مايو ياماشيتا على إنستغرام
- صفحة مايو ياماشيتا علي موقع كيدج ماتش
- صفحة مايو ياماشيتا علي موقع برو ريسلينج فاندوم